# Euphyia intercalata
Euphyia intercalata là một loài bướm đêm trong họ Geometridae.